# Al-Hamadhaní
Abu-l-Fadl Àhmad ibn al-Hussayn ibn Yahya ibn Saïd Badí-az-Zaman al-Hamadhaní (àrab: أبو الفضل أحمد بن الحسين بن يحيى بن سعيد المعروف ببديع الزمان الهمذاني, Abū al-Faḍl Aḥmad b. al-Ḥusayn b. Yaḥyà ibn Saʿīd Badīʿ az-Zamān al-Hamaḏānī), més conegut senzillament per la seva nisba com a al-Hamadhaní (Hamadan, 968 - Herat, 1008), fou un escriptor persa en llengua àrab, mestre de la prosa àrab, a qui s'atribueix la creació del gènere literari de la maqama, una mena de recull de sainets que alternen prosa rimada i poesia i que van esdevenir molt presents en la literatura àrab.
Va compondre algunes poesies en les quals va destacar, però l'obra que l'ha fet passar a la posteritat és Maqamat al-Hamadhaní; dels prop de 400 sainets que va escriure se'n coneixen 52.